# Крошка Вилли Винки (фильм)
«Крошка Вилли Винки» (англ. Wee Willie Winkie) — кинофильм режиссёра Джона Форда, вышедший на экраны в 1937 году. Лента основана на одноимённом рассказе Редьярда Киплинга. Фильм выдвигался на премию «Оскар» за лучшую работу художника-постановщика (Уильям Дарлинг, Дэвид Холл).

## Сюжет
Действие происходит в 1897 году. После смерти мужа Джойс Уильямс остается с маленькой дочкой Присциллой без средств к существованию. Поэтому она без колебаний принимает приглашение своего свёкра полковника Уильямса, возглавляющего шотландский полк в Британской Индии, и переезжает к нему — в небольшой гарнизон на границе с территориями, заселёнными воинственными кочевниками. Непоседа Присцилла, пристающая ко всем со своими вопросами, увлекается военной жизнью и вскоре заводит дружбу с суровым сержантом Макдаффом. Последний достаёт ей военную форму, делает из деревяшки «ружьё» и даёт ей прозвище — «рядовой Вилли Винки», в честь персонажа одноимённой шотландской колыбельной (см. Wee Willie Winkie). Тем временем ситуация на границе обостряется, гарнизону грозит нападение кочевников…

## В ролях
- Ширли Темпл — Присцилла Уильямс
- Виктор Маклаглен — сержант Дональд Макдафф
- Обри Смит — полковник Уильямс
- Джун Лэнг — Джойс Уильямс
- Майкл Уэйлен — лейтенант «Коппи» Брандес
- Сесар Ромеро — Хода-хан
- Констанс Колльер — миссис Аллардайс
- Вилли Фунг — Мохаммед-дин